# 鄭普涇
鄭普涇，（정보경，1991年4月17日—），梁山市人，韓國柔道運動員。
韓國柔道選手，韓國柔道國家隊員，體重51公斤，曾獲2016年夏季奧林匹克運動會48公斤級銀牌、2017年世界大學運動會柔道比賽48斤級銅牌。